# Pterostoma septentrionalis
Pterostoma septentrionalis är en fjärilsart som beskrevs av Rudolf Rangnow 1935. Pterostoma septentrionalis ingår i släktet Pterostoma och familjen tandspinnare. Inga underarter finns listade.